# 생도의 분노
《생도의 분노》(영어: Taps)는 미국에서 제작된 해럴드 베커 감독의 1981년 드라마 영화이다. 조지 C. 스콧 등이 출연하였고, 스탠리 R. 재피 등이 제작에 참여하였다.

## 출연진
- 조지 C. 스콧
- 티머시 허턴
- 로니 콕스
- 숀 펜
- 톰 크루즈
- 에번 핸들러
- 존 P. 네이빈 주니어
- 빌리 밴잰트
- 잔카를로 에스포시토
- 제임스 핸디
- 얼 하인드먼
- 제스 오수나
- 웨인 티핏
- 러스티 제이컵스